# Линар, Евгений Юлианович
Евге́ний Юлиа́нович Линар (латыш. Jevgenijs Linārs, 1 января 1920, Лудза, Латвия — 1 марта 2003) — советский латвийский физиолог и разработчик медицинских приборов. Основоположник внутрижелудочной pH-метрии в СССР. Заслуженный учёный Латвии (1997).

## Биография
Евгений Линар родился в крестьянской семье, в небольшом городке Лудзе, в Латгалии, на востоке Латвии. Через год после его рождения семья переехала в Ригу. Линар начал работать с 13 лет — вначале на фабрике ножей мальчиком на побегушках, затем молотобойцем, сварщиком, помощником бухгалтера.
В 1943 году Линар закончил вечернюю среднюю школу имени Яниса Райниса. В этом же году поступил на медицинский факультет Латвийского университета, деканом которого был Паулс Страдыньш (1896—1958) и одновременно младшим ассистентом на кафедру общей хирургии, возглавляемую Паулсом Страдыньшем. Завершив учёбу на медицинском факультете он недолго работает в больнице города Смилтене. Оканчивает клиническую ординатуру и становится хирургом-онкологом.
В 1950 году Линар работает в онкологическом отделении Республиканской клинической больницы Риги, затем — в онкологическом секторе. В 1961 году — с.н.с. лаборатории патофизиологии желудка Латвийского НИИ экспериментальной медицины (Рига), который организовал и возглавлял Паулс Страдыньш.

## Научная деятельность

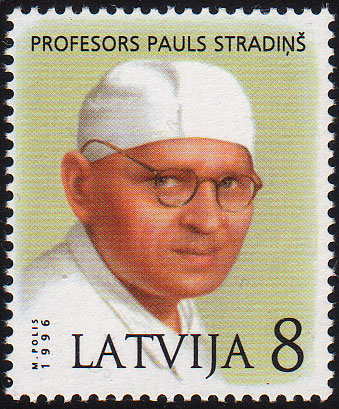
Академик Академии наук Латвийской ССР и чл.-корр. АМН СССР Паулс Страдиньш — учитель и научный руководитель Евгения Линара

Научной работой Линар начал заниматься в Студенческом научном обществе, организованном Паулсом Страдиньшем.
В 1954 году Линар защитил диссертацию на соискание учёной степени кандидата медицинских наук на тему «О секреции и моторике желудка при некоторых заболеваниях пищеварительного тракта». Учёную степень доктора медицинских наук Линару присвоили в 1969 году за монографию «Кислотообразовательная функция желудка в норме и патологии».
Руководил кафедрой патологической физиологии и диагностическо-эндоскопическим отделением Центра гастроэнтерологии и диетологии Министерства здравоохранения Латвийской ССР.
Профессор Ю. Я. Лея называл его своим учителем.
Линар — автор 112 научных работ, в том числе одной монография и 4-х изобретения. Под его руководством защищено 4 кандидатских и 3 докторских диссертации.
Линар имел самые широкие научные связи. Известно о его деловых контактах с академиком М. М. Шульцем по вопросу изготовления и разработки стеклянных электродов для pH-зондов для внутрижелудочной pH-метрии, с академиком Н. Д. Девятковым — по разработке каломелевых pH-зондов.

## pH-метрические зонды Линара

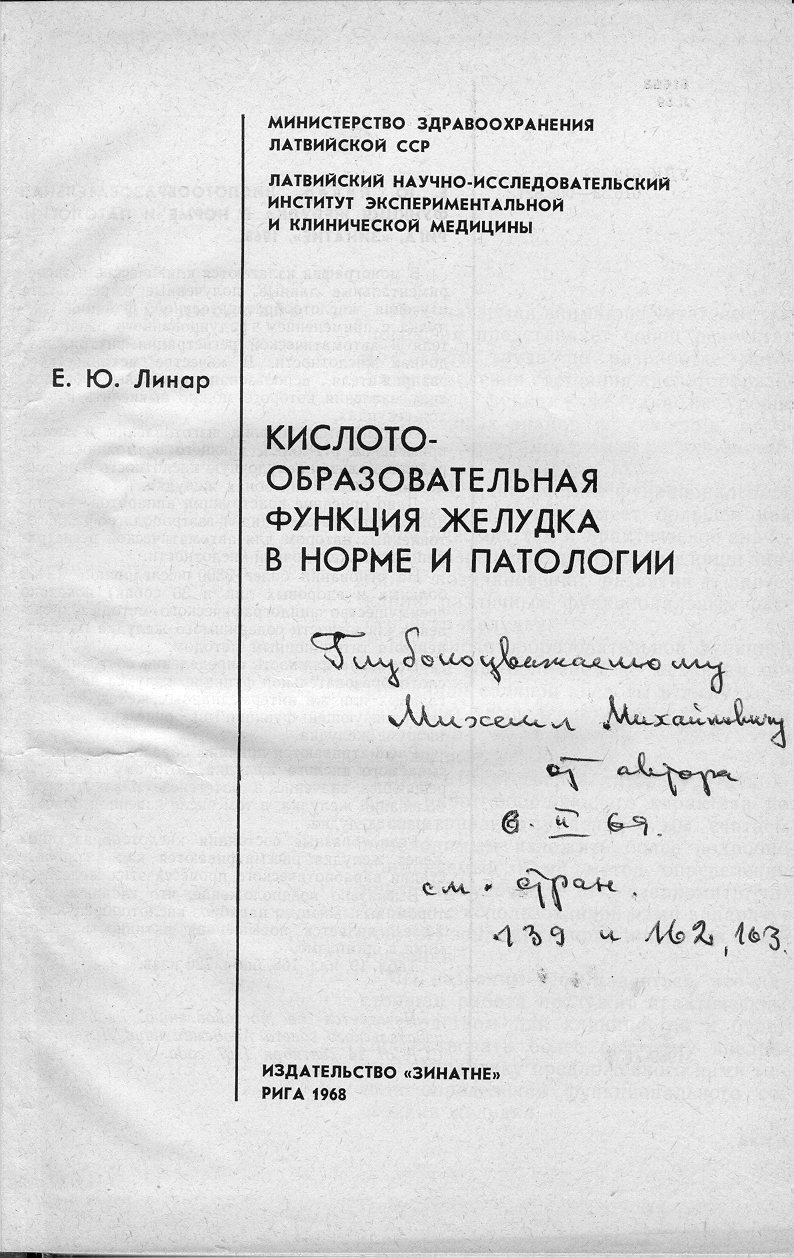
Титульный лист монографии Е. Ю. Линара с дарственной надписью академику М. М. Шульцу

Кроме научной работы, Линар значительное время уделял конструкторской и изобретательской деятельности. Полученные им научные результаты использовались при создании новой аппаратуры, а с помощью разработанных им новых приборов он исследовал физиологию пищеварения, разрабатывал новые методы функциональной диагностики желудка и получал новые научные результаты.
Линаром прорабатывалась возможность использования в pH-метрии желудка pH-зондов со стеклянным электродом. Он хотел использовать достоинства стеклянного электрода: точность, стабильность, чувствительность и простоту изготовления. Однако стеклянный электрод имел и недостатки: хрупкость и высокое входное сопротивление: 107 — 1010 ом. Будущим академиком М. М. Шульцем в Ленинградском государственном университете были изготовлены толстостенные стеклянные электроды с небольшим входным сопротивлением 105 — 107 ом.

## Практические результаты
Линаром и его сотрудниками был разработан и проверен в клинической практике метод регистрации кислотности, в том числе, нескольких точках желудка. Он является создателем первых в СССР pH-зондов и ацидогастрометров — приборов для внутрижелудочной pH-метрии. Ими были разработаны следующие приборы: первый в СССР ацидогастрометр, названный им ацидомеханограф «АМГ-56», с помощью которого он исследовал кислотность в антральной части желудка у 120 больных язвой желудка, раком и предраком; ацидограф и ацидомеханограф желудка «АМГ-60», с помощью которых исследовалась желудочная секреция у собак. Усовершенствованный вариант последнего прибора, названный ацидомеханограф «АМГ-63», предназначенный для клинического использования выпущен серией 6 экземпляров на рижском заводе ВЭФ.
Кроме того, Линар занимался исследованием моторной функции желудка. Для этого он модифицировал имеющиеся кимографы и барографы-высотописцы и с помощью одно- двух- и трёхбаллонных зондов регистрировал моторику желудка, выполняя некоторый прообраз современной антродуоденальной манометрии. И, наконец, в 1959 году был разработан гастрополиграф, прибор, который мог одновременно записывать кислотность желудка в одной, двух или трёх зонах и температуру в двух, трёх или четырёх точках желудка одновременно. На заводе ВЭФ в 1964 году была выпущена партия из 6 таких гастрополиграфов. Среди других сотрудников, над этой проблематикой у Линара активно работал будущий профессор, заслуженный деятель науки Латвии Юрис Лея.

### В России
По существующему в СССР порядку производство разработанной в государственном институте продукции должно было осуществляться на серийном заводе. В качестве такого завода в отношении аппаратуры Линара был определен опытный завод во Фрязино Московской области, входящий в структуру НПО «Исток» (ныне ФГУП «НПП „Исток“»), медицинское направление которого возглавлял академик АН СССР Н. Д. Девятков. Во Фрязино, используя полученный Линаром опыт, под руководством Н. Д. Девяткова были созданы серийнопригодные каломельные pH-зонды и ацидогастрометры приборов, один из которых, АГМИ-01 в различных модификациях выпускался около 10 лет.

### В Латвии
Наибольших результатов из учеников Линара в отношении внутрижелудочной pH-метрии добился Юрис Лея, который в 1972 году перешёл в Рижский медицинский университет и, уже на новом месте продолжил исследования физиологии желудка и разработке ацидогастрометров и pH-зондов. Им была создана линейка ацидогастрометров и ацидогастромониторов: одноместные, многоместные ST-9, для суточной pH-метрии, для эндоскопической pH-метрии ST-4, которые выпускается (выпускалась) латвийской фирмой «L/C Legedy» и ими были оснащены, в том числе, некоторые российские клиники.